# Carronata

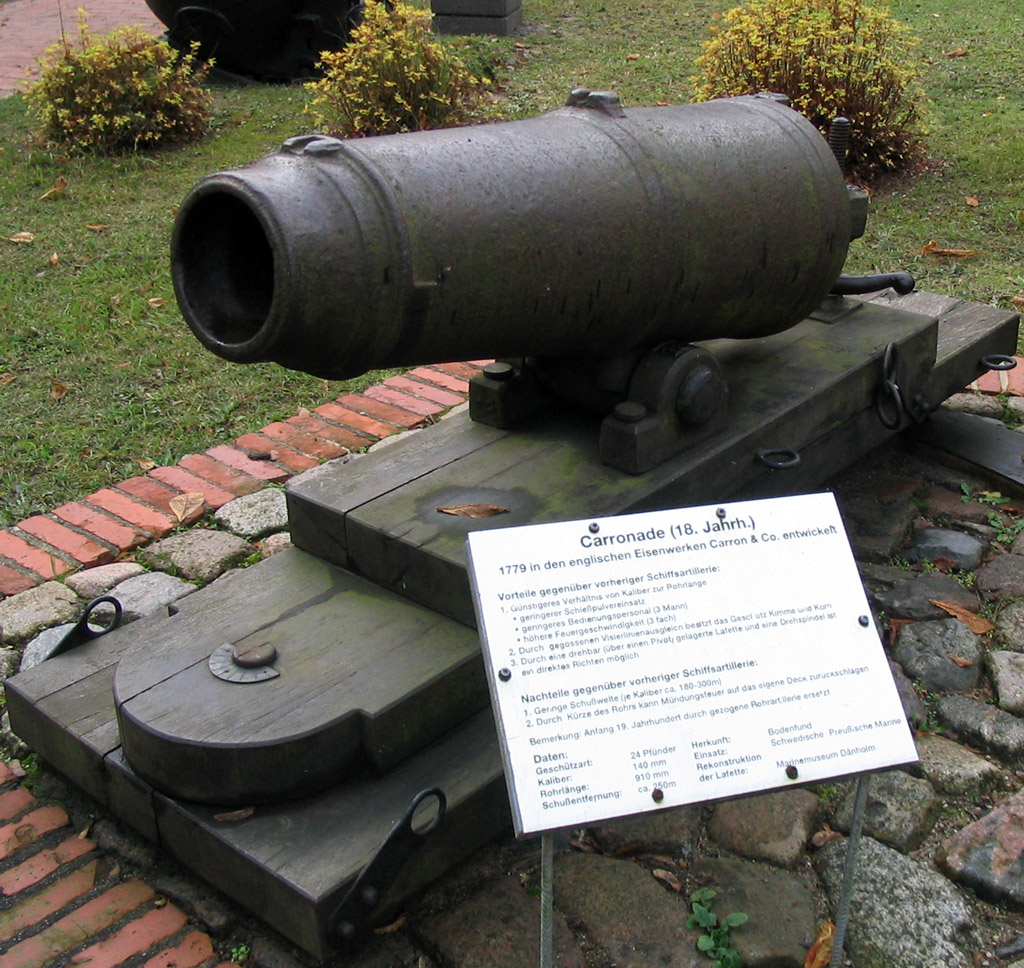
Una carronata esposta in un museo

La carronata è un tipo di cannone navale a canna liscia e avancarica a corta gittata, realizzato in ghisa in uso fra il XVIII ed il XIX secolo.
Spesso collocato sui ponti delle navi, acquistò particolare popolarità fra le marine nazionali e i corsari nel periodo delle guerre napoleoniche, in particolare relazione alle tattiche di combattimento ravvicinato. La successiva introduzione della blindatura delle murate delle navi da guerra e lo sviluppo dell'artiglieria navale a lunga gittata (e delle tecniche di combattimento correlate) ne causarono il progressivo abbandono durante la prima metà del XIX secolo.

## Storia

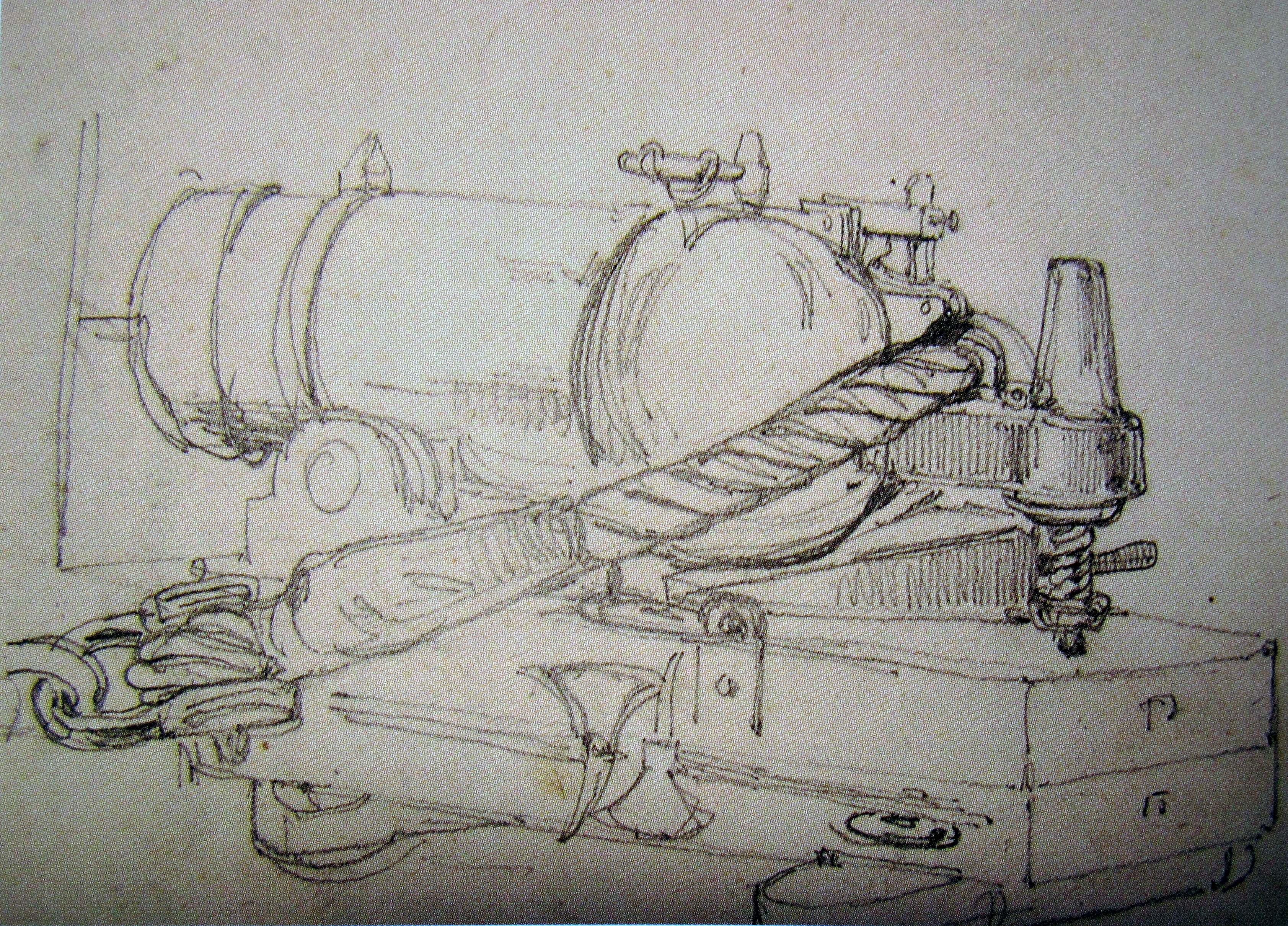
Disegno di una carronata

La carronata (dall'inglese Carronade) prende il nome dalla Carron Company of Falkirk, in Scozia, dove vennero prodotti i primi esemplari.
Il progetto della carronata venne sviluppato dall'ufficiale inglese Robert Melville e Charles Gascoigne, direttore della Manifattura Carron (da cui i primi nomi di Melvillade e Gasconade) negli anni fra il 1759 e il 1779, allo scopo di realizzare un'arma navale (ed un procedimento di costruzione) che ovviasse ad alcuni inconvenienti operativi propri dei cannoni lunghi fino ad allora costituenti l'armamento delle navi da guerra. Ma soprattutto (e per tutti i tardi anni '70 del '700) la carronata fu reclamizzata per la marina mercantile come sostituto economico (e di maggior potenza) rispetto al "cannone corto" precedentemente in uso sulle imbarcazioni civili. Solo dopo diversi anni di uso nella marina mercantile anche la marina da guerra britannica (in precedenza armata solo di "cannoni lunghi" in bronzo o in acciaio) si rese conto delle grandi potenzialità di quest'arma.
Nei primi anni del XIX secolo iniziò a diffondersi fra gli ufficiali una diversa consapevolezza sull'importanza di una maggiore precisione del tiro di artiglieria. Negli anni dell'apice della diffusione delle carronate (dal 1805 al 1810) i comandanti più lungimiranti si dedicavano ad affinare le abilità di tiro a lungo raggio dei propri equipaggi.
Ciò rese gradualmente obsoleta la carronata, che per essere pienamente efficace doveva essere utilizzata quando le due navi si trovavano a distanza ravvicinata. Una maggiore perizia di tiro a lunga gittata esponeva la nave munita di carronate a maggiori rischi prima di potersi portare essa stessa a distanza di tiro.
Nel 1812, il comandante statunitense David Porter della fregata Essex da 32 cannoni protestò, inascoltato, per la sostituzione dei suoi cannoni lunghi con un analogo numero di carronate. L'Essex, protagonista di un'epica azione nei mari del Sud contro le baleniere britanniche, venne infine sconfitta anche a causa delle limitate possibilità balistiche delle carronate.
Nella Marina Regia Sarda abbiamo documentazione dell'adozione di questo tipo di bocca da fuoco dalla seconda metà del XVIII secolo sulle prime navi d'alto bordo (fregate, per la precisione) acquistate dai Savoia in sostituzione delle galere. E, ancora nel 1825, una squadra di questa forza navale compì un'incursione contro Tripoli. Le navi maggiori non poterono superare le banchine che racchiudevano lo specchio del porto, ma vi riuscirono le loro scialuppe ed i canotti minori: questi ultimi erano stati muniti di un cannoncino, e le scialuppe, invece, di una carronata ciascuna.

## Caratteristiche e descrizione
Le tecniche di costruzione dei cannoni lunghi vigenti all'epoca, insieme all'irregolarità dei proiettili sferici, portavano a una non perfetta aderenza fra la canna e il proiettile stesso. Lo spazio libero fra proiettile e canna provocava al momento dello scoppio della polvere una fuoriuscita di gas e una conseguente perdita di potenza balistica.
Le tecniche di fabbricazione introdotte dalla Carron Company permisero di ridurre considerevolmente il gioco fra proiettile e canna. Questa minore tolleranza permetteva quindi di sfruttare meglio la spinta propulsiva della carica, sia per le minori fughe di gas sia perché la palla rimbalzava di meno nella canna.
Ciò permise di ridurre la carica esplosiva, le dimensioni della relativa camera di scoppio e la lunghezza della canna a parità di precisione del tiro.
La carronata veniva montata su un affusto a slitta, invece che su uno a carrello come nel caso dei cannoni lunghi: la forma della slitta faceva sì che la carronata venisse spinta dal rinculo su un piano inclinato verso l'alto, sfruttando la gravità per contrastare la spinta causata dallo sparo. Lo stesso peso dell'arma, combinato con la presenza del piano inclinato, la riportava in posizione di tiro. In questo modo lo spazio complessivo sul ponte richiesto da una carronata era minore di quello necessario per l'utilizzo di un cannone tradizionale e venivano ridotti il tempo (e il personale) richiesti per rimettere il cannone in batteria.
L'alzo dell'arma veniva regolato attraverso un meccanismo a vite invece che con palanchini o cunei (richiedendo quindi meno personale per le specifiche operazioni di puntamento).
La carronata veniva collegata all'affusto tramite un singolo perno sottostante il corpo del cannone invece che con i tradizionali orecchioni laterali: queste caratteristiche strutturali facevano sì che l'arma avesse un centro di gravità piuttosto alto. Per ovviare a questo inconveniente venne in seguito reintrodotto il sistema di aggancio all'affusto mediante il tradizionale sistema degli orecchioni, dando origine alla variante chiamata in lingua inglese gunnade.
A parità di peso del proiettile (il criterio di classificazione dei cannoni dell'epoca) una carronata era più leggera, di dimensioni ridotte e richiedeva meno uomini per essere usata in combattimento. Ad esempio, una carronata da 32 libbre era più corta e pesava da un terzo ad un quarto di un cannone equivalente. In battaglia, la carronata risultava essere più facile da manovrare, più veloce da ricaricare e da puntare e richiedeva meno uomini di quelli necessari per manovrare un cannone lungo.

## Diagramma strutturale

1. Blocco dell’otturatore
2. Congegno di mira
3. Ugello
4. Puntatore
5. Primo anello di rinforzo
6. Canna
7. Volata
8. Secondo anello di rinforzo
9. Perno Azimutale
10. Ceppo
11. Perno di elevazione
12. Rullo
13. Piedistallo mobile
14. Carrello
15. Ghiera d'elevazione
16. Vite d'elevazione

## Modelli prodotti ed evoluzione

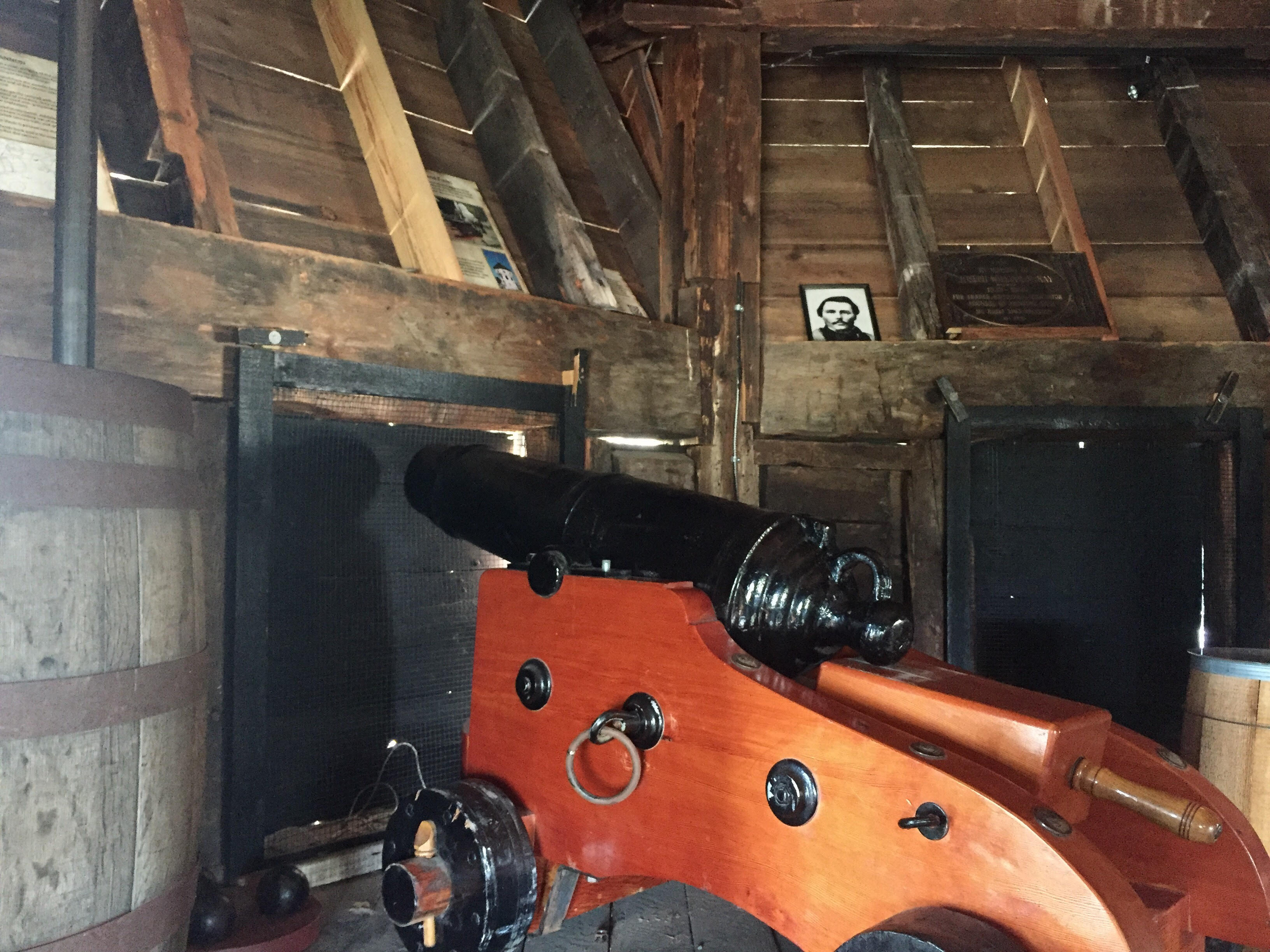
Posizione di una caronnata all'interno di una nave

Le manifatture Carron produssero carronate da 24, 32, 42 e 68 libbre.
Pur mantenendo nel tempo le caratteristiche fondanti che le differenziavano dai cannoni tradizionali (minor peso, dimensioni ridotte, più agevole utilizzo), il progetto della carronata si modificò negli anni a seguito della sua diffusione.
I primi modelli si rivelarono troppo corti: la bocca della carronata non si estendeva oltre le murate della nave e la fiammata prodotta dall'esplosione provocava spesso incendi al sartiame posto troppo in prossimità dell'arma.
Carron allungò quindi la carronata (nel 1792 venne allungata di circa 30 cm), introducendo poi un'ulteriore protezione all'estremità della canna per ridurre gli effetti della fiammata.
La Marine royale francese, avendo potuto constatare l'efficacia del nuovo sistema d'arma durante la guerra d'indipendenza americana, studiò una propria linea di Carronate a partire dal 1786 e ne iniziò la produzione a partire dal 1795.

## Tattiche di combattimento

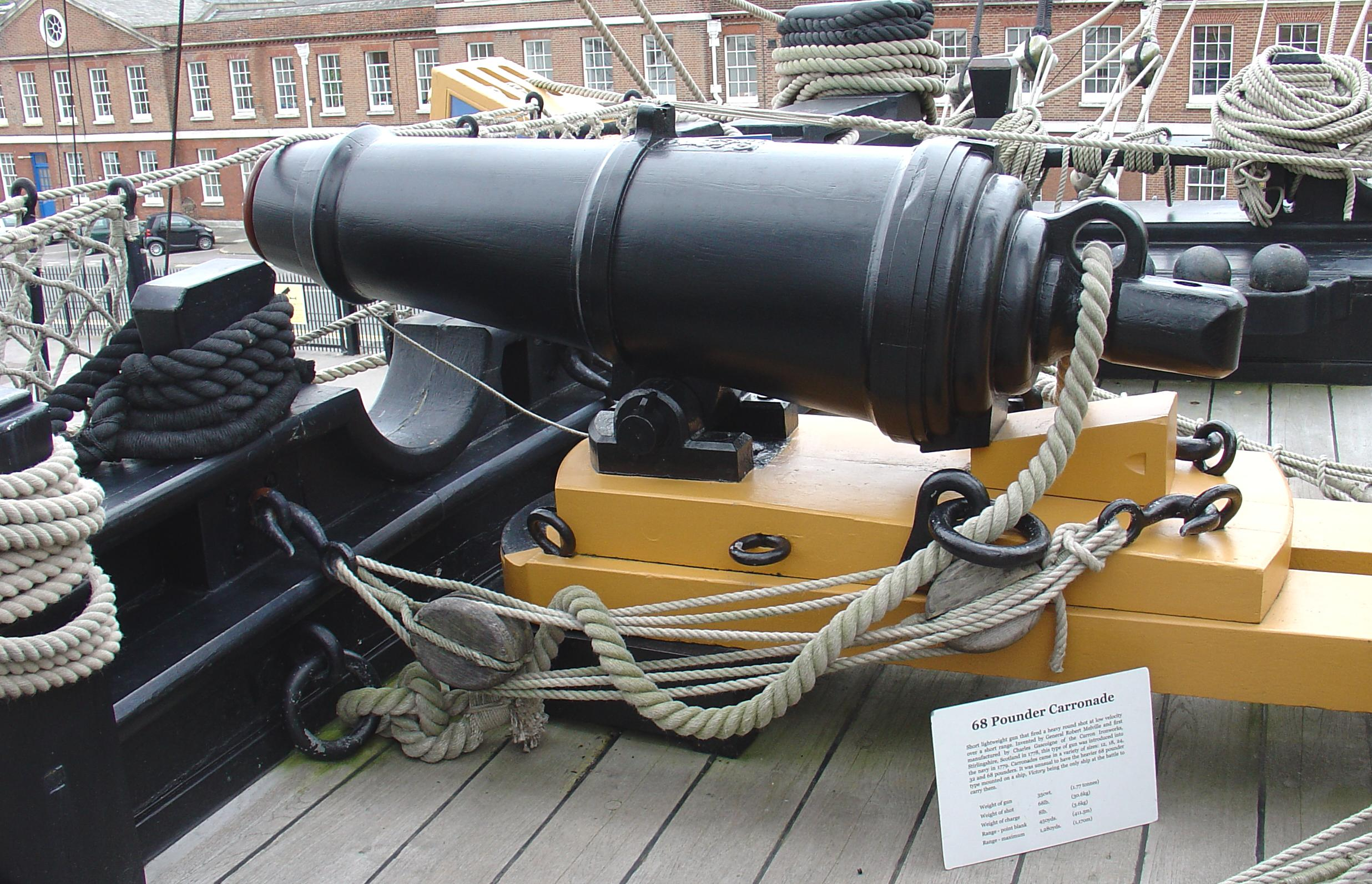
Caronnata della marina britannica montata su carrello nella nave HMS Victory.

La carronata venne progettata come arma navale di corto raggio in modo da supportare, e non sostituire, i cannoni che costituivano l'armamento principale della nave.
Le tattiche navali dell'epoca (combattimenti a distanza ravvicinata, "pennone contro pennone") erano influenzate dalla scarsa precisione dei tiri di artiglieria, derivante sia dalle caratteristiche tecniche dei cannoni che dallo scarso addestramento dei cannonieri. L'addestramento al tiro di artiglieria dell'equipaggio era infatti effettuato a discrezione del comandante e a dirette sue spese, e fino ai primi anni dell'Ottocento non venne perseguito se non su iniziativa di singoli comandanti.
Il combattimento ravvicinato, comune a tutte le marine europee del XVIII secolo, mirava generalmente non tanto all'affondamento della nave avversaria (un risultato non agevole da ottenere con navi in legno e con proiettili non esplosivi) ma a neutralizzare la potenza di fuoco dell'avversario uccidendo o ferendo i cannonieri. Un altro risultato perseguito nel combattimento era la cattura del naviglio nemico: per poter abbordare l'avversario era quindi necessario annullarne o quantomeno ridurne la capacità di manovra danneggiando alberature e manovre.
Le caratteristiche balistiche della carronata permettevano di perseguire efficacemente gli obiettivi del combattimento a distanza ravvicinata.
La carronata poteva essere utilizzata efficacemente in svariate situazioni di combattimento ravvicinato quali la bordata contro la murata nemica, il tiro contro gli alberi, il tiro a mitraglia o il contrasto di un abbordaggio (grazie all'affusto rotante che permetteva di puntare agevolmente l'arma verso eventuali abbordatori già saliti sui ponti).
Una frequente tattica anfibia consisteva nel trasbordare i cannoni di bordo (e molto più agevolmente le carronate, più leggere) a terra, per cannoneggiare le postazioni nemiche da una posizione stabile, per fortificare dei punti costieri deboli, oppure per dominare canali, insenature o baie di importanza strategica. L'arma veniva così calata su di un'altura o su una collina e occultata, anche per sfruttare l'effetto sorpresa nei confronti del nemico, ignaro della potenzialità offensiva di quel particolare punto costiero. Per portare a termine l'operazione, all'occorrenza venivano impiegati oltre agli uomini anche animali da soma.

## Utilizzo nella Royal Navy

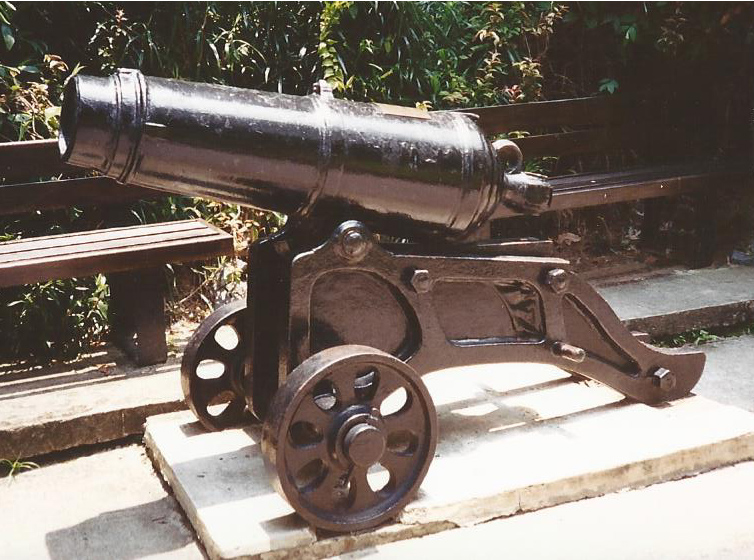
Carronata britannica

Nella Royal Navy la carronata venne adottata a partire dal 1779 sotto l'influenza dell'Ammiraglio Sir Charles Middleton.
L'arma fu diffusa su tutte le navi tre anni dopo i test sulla HMS Duke, un vascello di primo rango da 98 cannoni.
È interessante notare come le carronate non entrarono mai nel conteggio delle bocche da fuoco che stabiliva il rango delle diverse navi da guerra inglesi.
La prima unità inglese a ricevere la nuova arma fu la HMS Rainbow, un vascello da 44 cannoni. Nel 1782 la Rainbow catturò la fregata francese Hebe di 46 cannoni costringendola alla resa dopo una sola bordata.
Date le caratteristiche di minor peso e ingombro, le carronate vennero inizialmente installate sui ponti alti della nave (castello e cassero) laddove resistenza strutturale, considerazioni di stabilità e spazio disponibile non permettevano l'utilizzo di cannoni lunghi più pesanti.
I calibri maggiori (42 e 68 libbre) non furono mai popolari fra i comandanti e gli equipaggi, data la difficoltà nel maneggiare proiettili di tale peso. Esemplari di carronate di grosso calibro si possono trovare attualmente sulla HMS Victory, la nave ammiraglia di Horatio Nelson alla battaglia di Trafalgar dove sono installate delle carronate da 68 libbre.
I calibri minori (24 e 32 libbre) furono invece estremamente diffusi nel periodo delle Guerre napoleoniche e rivoluzionarie, specie sulle unità più piccole ad un solo ponte (fregate, corvette e imbarcazioni minori) dove sostituirono gradualmente i cannoni lunghi come armamento principale.

## Riferimenti letterari
- L'utilizzo delle carronate è descritto ampiamente nei romanzi del ciclo "Aubrey/Maturin" dello scrittore inglese Patrick O'Brian.
- Il ritrovamento subacqueo di una carronata e la ricostruzione storica del suo impiego durante una delle battaglie napoleoniche, la presa di Capri del 1808, vengono descritti in V. Fronzoni, Una carronata nelle acque di Anacapri, ed. Piccolo Parnaso, Napoli 2003.